# 奔跑吧，自行車
《奔跑吧，自行車》（韓語：달려라 자전거，英語：Ride Away），是一部2008年上映於韓國的電影。

## 劇情介紹
大一新生夏亭（韓孝珠飾）對偶然在路上碰見的一位陌生男子洙旭（李英勳飾）產生了莫名的好感，當她發現了洙旭在學校旁的二手書店打工後，夏亭總是以各種巧妙的藉口出現在洙旭的身邊。為了向其表達自己的愛意，夏亭開始學習騎自行車，希望能更加接近愛騎自行車到處兜風的洙旭。於是洙旭也自然的成為了其朋友和教練。兩個人相互傾訴著各自內心深處悲傷的過往與留下的傷痛，及面對未來的恐懼與對夢想的憧憬，漸漸地，甜蜜而青澀的愛情在兩人的心中生長著。

## 演員陣容
- 韓孝周 飾 林夏亭
- 李英勳 飾 金洙旭
- 李恩 飾 李善英
- 宋光元 飾 夏亭弟弟
- 金應洙 飾 夏亭父親
- 劉珠熙 飾 洙旭女友

## 外部連結
- NAVER電影[]
- Daum電影 （页面存档备份，存于）